# Гатти, Маргарет
Маргарет Гатти (англ. Margaret Gatty; урождённая Скотт англ. Scott; 3 июня 1809[…], Бернхэм-он-Крауч, Эссекс — 4 октября 1873[…], Йоркшир) — английская писательница, детская писательница, редактор издания «Aunt Judy's Magazine», коллекционер, художница-иллюстратор, ботаник и естествоиспытатель; автор ряда трудов по морской биологии.

## Биография
Маргарет Скотт родилась 3 июня 1809 года в городке Бернхэм-он-Крауч в Эссексе в семье преподобного Александра Джона Скотта (1768—1840) и Мэри Фрэнсис (урожденной Райдер; англ. Mary Frances; née Ryder). Её отец был лингвистом и капелланом Королевского военно-морского флота Великобритании, служившим под командованием лорда Нельсона. Её мать умерла, когда она была маленькой, и Маргарет взяла на себя заботливую роль в семье, состоящей из её отца, дедушки и младшей сестры Горации. Она и её сестра получили домашнее образование, изучая итальянский и немецкий языки, рисуя и сочиняя стихи. Её поэзия поощрялась Маргарет Холфорд (1778—1852), но после отказа журнала «Blackwood’s Magazine» опубликовать её стихотворения она забросила поэзию.
Семья Скотт хорошо знала местного священника английской церкви преподобного Альфреда Гатти (1813—1903), доктора медицины (с 1837 года) и литератора. 8 июля 1839 года в Сент-Джайлс-ин-Филдс (Холборн, Камден) Маргарет Скотт вышла за него замуж (после преодоления возражений отца) и вскоре после этого переехала в дом священника церкви Святой Марии в Экклсфилде недалеко от Шеффилда, по рекомендации дяди; там она и прожила до конца своей жизни. Этот брак разлучила только смерть Маргарет; в нём родилось восемь детей, среди которых наиболее известны Джулиана Горация Юинг — детская писательница (1841—1885); музыкант и писатель Чарльз Тиндал Гатти (1851—1928); Альфред Скотт-Гэтти, который был главным герольдмейстером Подвязки и Горация Иден (1846—1945), которая разделяла интерес матери к морской биологии и, унаследовав её коллекции, многое добавила к ним от себя, особенно морских беспозвоночных.
Большую часть своей жизни Маргарет Скотт-Гатти страдала от плохого здоровья, предположительно от невыявленного рассеянного склероза. Её частые болезни привели к тесной дружбе с доктором Джорджем Джонстоном, известным сторонником обезболивающих препаратов. Он посоветовал ей использовать хлороформ при родах, и в 1851 году Гатти стала первой женщиной в Шеффилде, сделавшей это.
Маргарет Гатти умерла в собственном доме 4 октября 1873 года и была похоронена на кладбище Экклсфилда.

## Наука
С детства М. Гатти увлекалась морской флорой и фауной, возможно благодаря общению с троюродным братом Чарльзом Генри Гатти, членом Эдинбургского королевского общества. Также это могло быть влияние Уильяма Генри Харви, с которым она познакомилась во время реабилитации в Гастингсе, где в 1848 году восстанавливалась после нервного срыва. Она переписывалась со многими великими морскими биологами своего времени, включая натуралиста Джорджа Джонстона, зоолога Джорджа Баска и Роберта Броуна (первооткрывателя "броуновского движения). Она написала книгу «Британские морские водоросли», которая была более доступной, чем предыдущие работы на эту тему. Этот иллюстрированный труд, изданный в 1872 году, явился результатом 14-летней работы и описывал около двухсот видов водорослей; его продолжали использовать вплоть до 1950-х годов.
Другим научным и коллекционным интересом М. Гатти были солнечные часы. В 1872 году она издала книгу о самых знаменитых 350 из них; в этой работе основное внимание уделялось их художественному и литературному характеру, а не астрономическим аспектам, кроме того в ней обсуждались исторические события. Большую помощь в этом ей оказала её подруга Элеонора Ллойд (англ. Eleanor Lloyd).

## Детская литература
В то время как многие считали её интересы в литературе и науке независимыми, Гатти умело использовала сочетание детской литературы и научного любопытства как способ возразить своё несогласие с «Происхождением видов» Чарльза Дарвина.
В своих «Притчах о природе» Гатти могла проповедовать детям так, как им нравилось, когда Бог и природа рассматривались одновременно. Публикация притч отчасти совпала с эволюционными теориями, так что её сочинения повлияли на отношение детей к науке; они, как правило, имели выраженный морализаторский характер и часто упоминали религию и Бога, чтобы влиять на воспитание молодёжи.
Викторианская детская литература того времени была предназначена для того, чтобы преподать детям уроки и мораль, а не развлекать их. Более широкое использование Гатти иллюстраций, народных и собственных сказок помогли привлечь интерес детей и юношества к её работам. Кроме того, она долгое время издавала ежемесячный журнал для юношества «Aunt Judy’s Magazine», пользовавшийся в своё время громадным успехом.

## Память
Стандартная аббревиатура автора «Gatty» используется для обозначения её как автора при цитировании ботанического названия.
В память о М. Гатти в северной части нефа церкви Святой Марии в Экклсфилде была установлена мраморная табличка. Там указано, что на ней подписались более 1000 детей «в знак благодарности за множество книг, которые она написала для них». В алтаре также есть витраж, установленный в память о ней; он включает в себя её изображение, а также Нагорную проповедь и несколько притч.
Маргарет Гатти собрала большую коллекцию морских материалов, собранных ею самой и её помощниками в дальних уголках Британской империи, а также Великобритании. Её дочь Горация Кэтрин Фрэнсис Иден (урожденная Гэтти), которая унаследовала коллекции своей матери, подарила сотни экспонатов в Вестон Парк Музей и в Морскую лабораторию имени Гатти (мужа, который долгое время поддерживал её финансово), откуда они попали в гербарий Сент-Эндрюсского университета на факультете ботаники, а затем их передали в Сент-Эндрюсский ботанический сад.
Несколько видов морских водорослей были названы в честь Гатти, в том числе австралийский моноспецифический род Gattya pinnella.